# 브리디 카터
브라이디 카터(Bridie Carter, 영어 발음: /ˈbraɪdɪ/, 1970년 12월 18일 ~ )는 오스트레일리아의 배우이다.

## 출연 작품

### 영화
- There's a Hippopotamus on Our Roof Eating Cake (2011) - 단편
- 아빤 절대 안 가르쳐줘요 (2012, The Things My Father Never Taught Me) - 단편

### 텔레비전
- 홈 앤 어웨이 (1995, 1999, 2021)
- 맥클로드의 딸들 (2001-06)